# Galáxia de Bode
Galáxia de Bode (também conhecida como NGC 3031, M81 ou Messier 81) é uma  galáxia espiral localizada a cerca de doze milhões de anos-luz (aproximadamente 3,679 megaparsecs) de distância na direção da constelação de Ursa Maior. Possui aproximadamente trinta e seis mil anos-luz de diâmetro, uma magnitude aparente de 6,93, uma declinação de +69º 03' 55" e uma ascensão reta de 9 horas, 55 minutos e 32,9 segundos.
A galáxia NGC 3031 foi descoberta em 31 de dezembro de 1774 pelo astrônomo alemão Johann Elert Bode.

## Descoberta e visualização
A galáxia espiral foi a primeira das quatro descobertas originais de Johann Elert Bode, que descobriu na mesma ocasião Messier 82 em 31 de dezembro de 1774. Bode descreveu-a como uma "mancha nebulosa", cerca de 0,75 graus de distância aparente de M82. Incluiu como o seu décimo sétimo objeto de sua lista. O astrônomo francês Pierre Méchain redescobriu independentemente ambas as galáxias em agosto de 1779, sendo catalogado pelo seu colega de observatório, Charles Messier, em 9 de fevereiro de 1781.
É um das galáxias mais fáceis de observar mesmo com pequenos instrumentos ópticos, devido a sua magnitude aparente de 6,8.

## Características

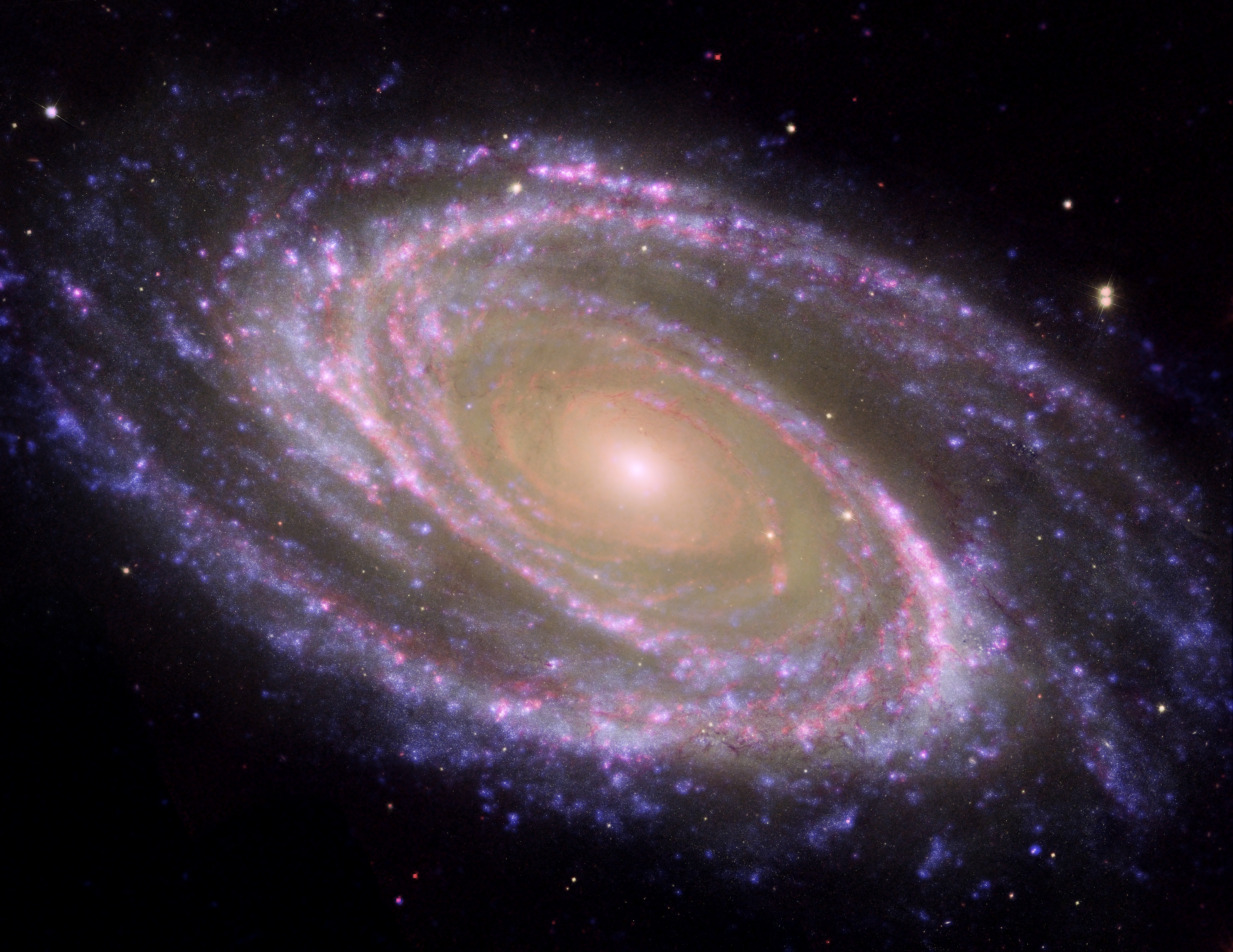
Galáxia de Bode, Telescópio Espacial Spitzer

Forma um par fisicamente ligado com seu vizinho, Messier 82, e é provavelmente a galáxia dominante de seu grupo, o grupo M81. Há alguns milhões de anos, as duas galáxias praticamente se colidiram: a galáxia de Bode deformou significativamente sua vizinha, embora a segunda tenha deixado traços no padrão espiral da galáxia, deixando-a mais pronunciada fisicamente. As galáxias ainda estão próximas uma da outra: apenas 150 000 anos-luz separam-nas.
Em 1993 uma equipe de astrônomos liderada por Wendy Freedman investigou 32 estrelas variáveis cefeidas, usando-as para determinar a distância da galáxia em relação à Terra, cerca de 11 milhões de anos-luz. O satélite Hipparcos, através de paralaxe, determinou sua distância em 12 milhões de anos-luz.
Uma supernova, a SN 1993J, foi descoberta na galáxia em 28 de março de 1993 pelo espanhol Francisco Garcia Diaz. A supernova alcançou a magnitude aparente máxima de 10,5 e seu remanescente pôde ser vista em imagens de rádio mesmo depois de 18 meses após a explosão.
M81 contém pouca matéria escura: a velocidade orbital de suas estrelas mais distantes de seu núcleo galáctico é menor do que de suas estrelas mais próximas (assim como acontece no Sistema Solar, onde os planetas mais distantes têm uma velocidade orbital dos planetas mais próximos), em contraste do observado em muitas outras galáxias onde a velocidade orbital das estrelas mais externas é maior do que das estrelas mais internas, indicando a presença de matéria escura.
A galáxia contém cerca de 210 aglomerados globulares, sendo 70 delas confirmadas visualmente. Esse número é da mesma ordem de magnitude da quantidade de aglomerados globulares da Via-Láctea.

## Galeria

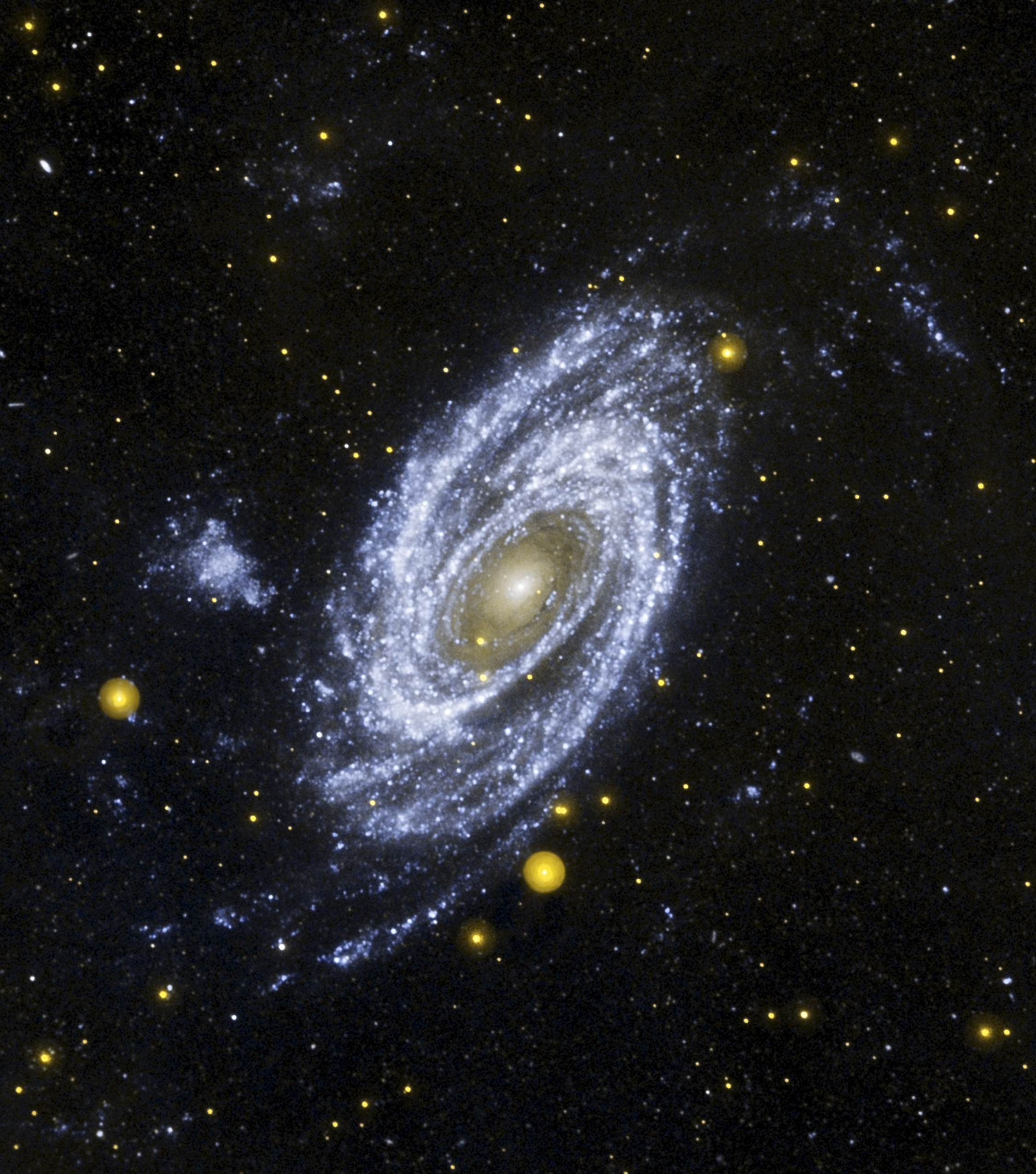
Galáxia de Bode, GALEX
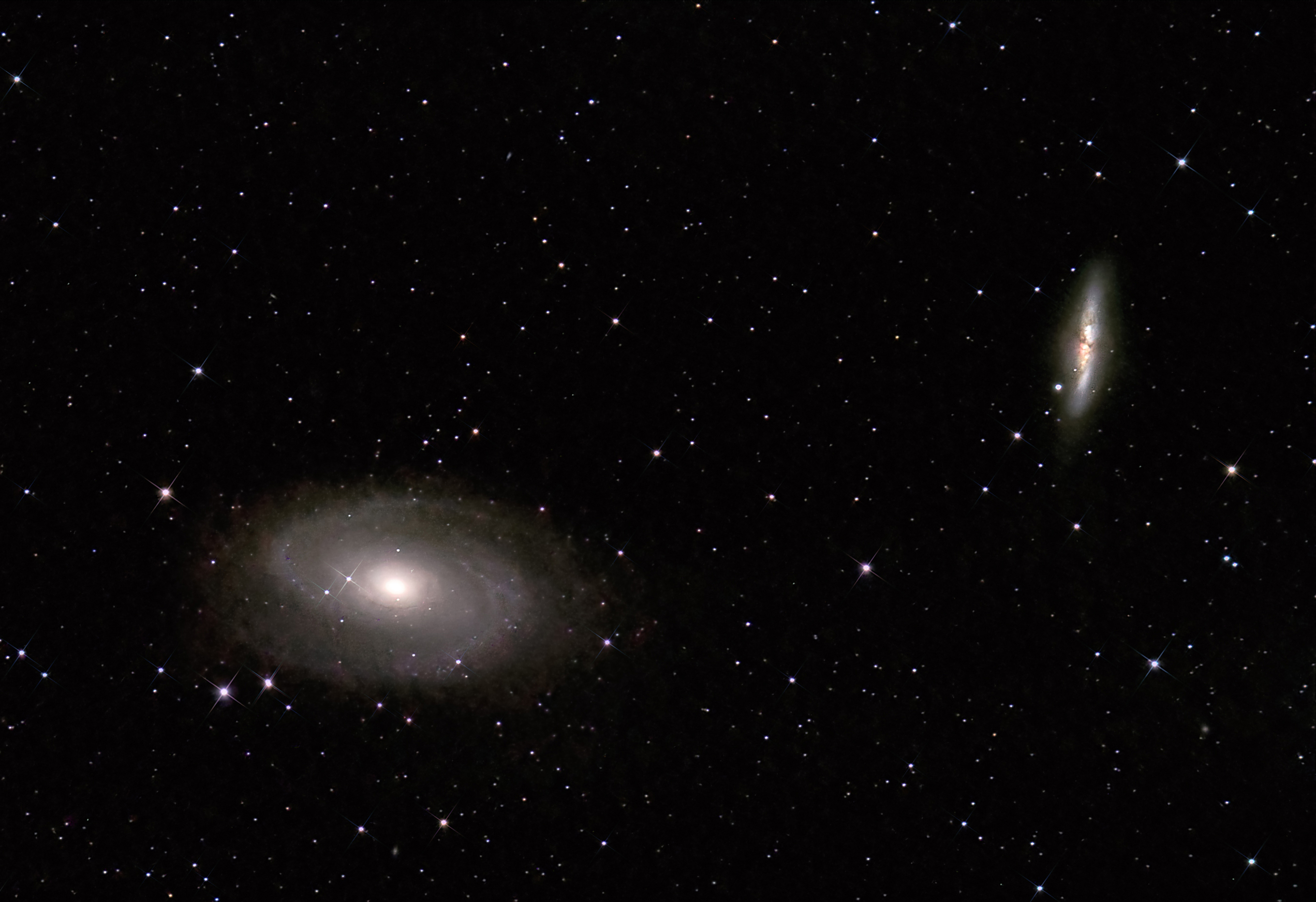
Galáxia de Bode e Messier 82, Markus Schopfer
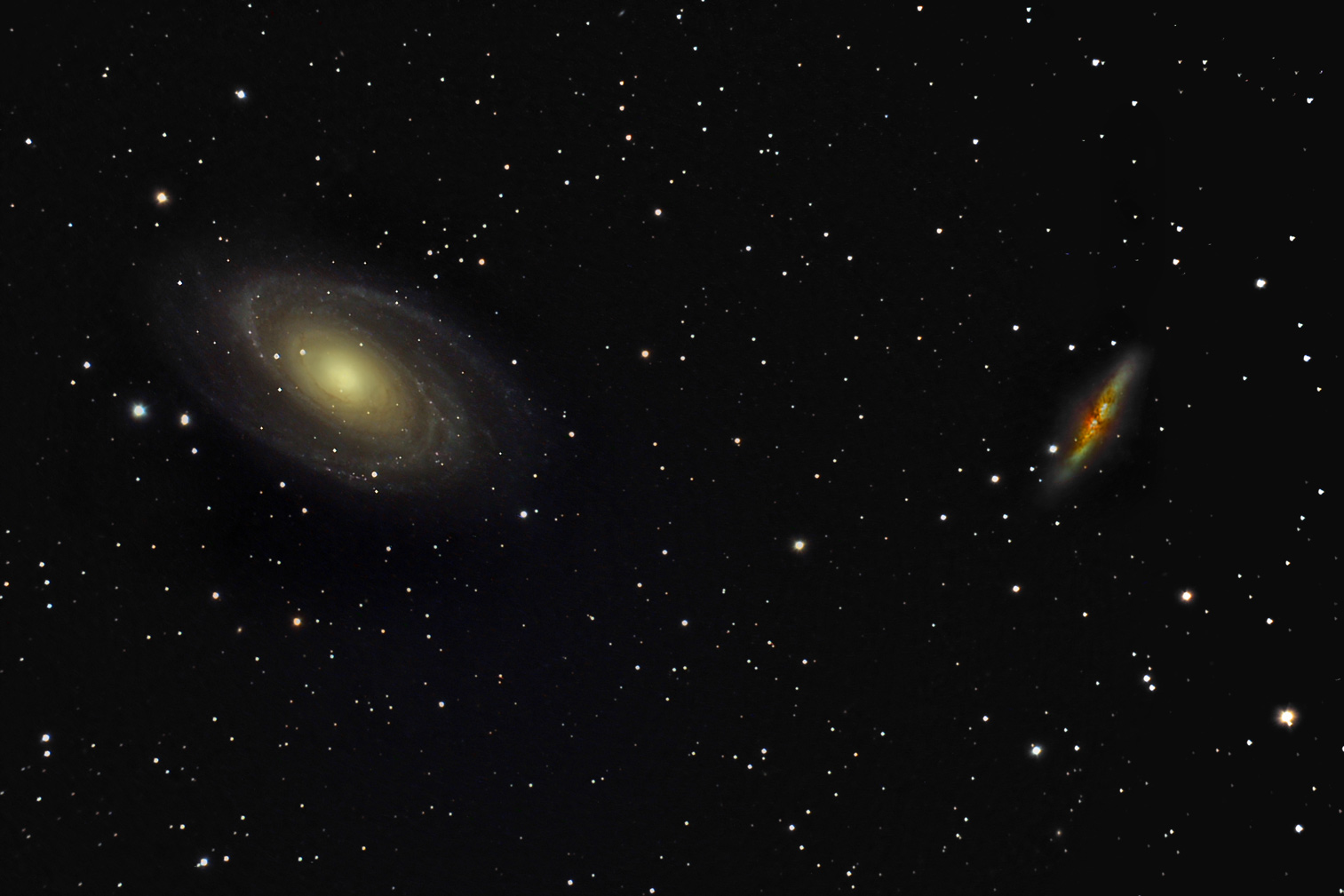
Galáxia de Bode e M82
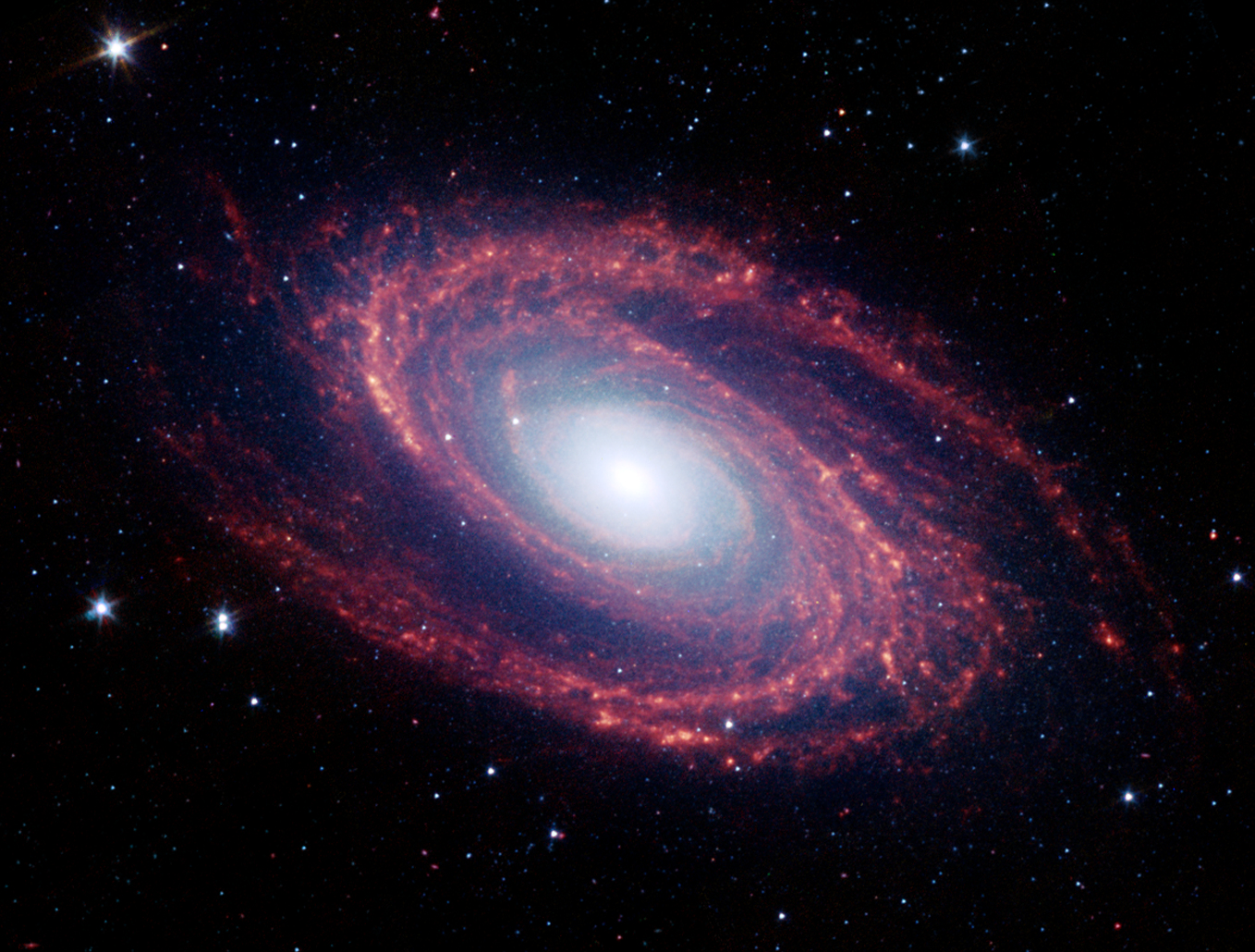
Galáxia de Bode, Telescópio Espacial Spitzer
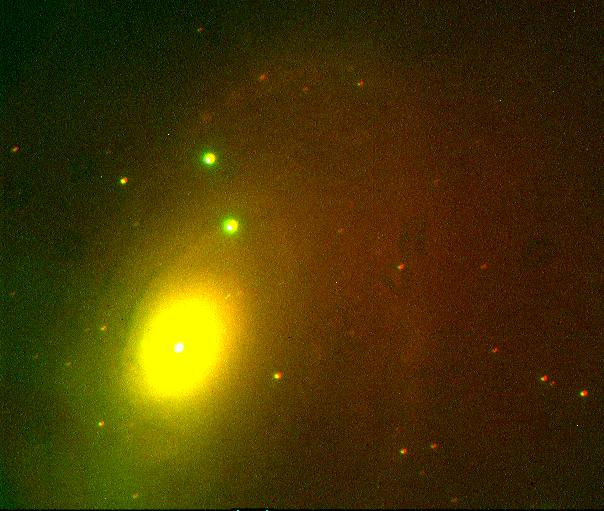
Messier 81
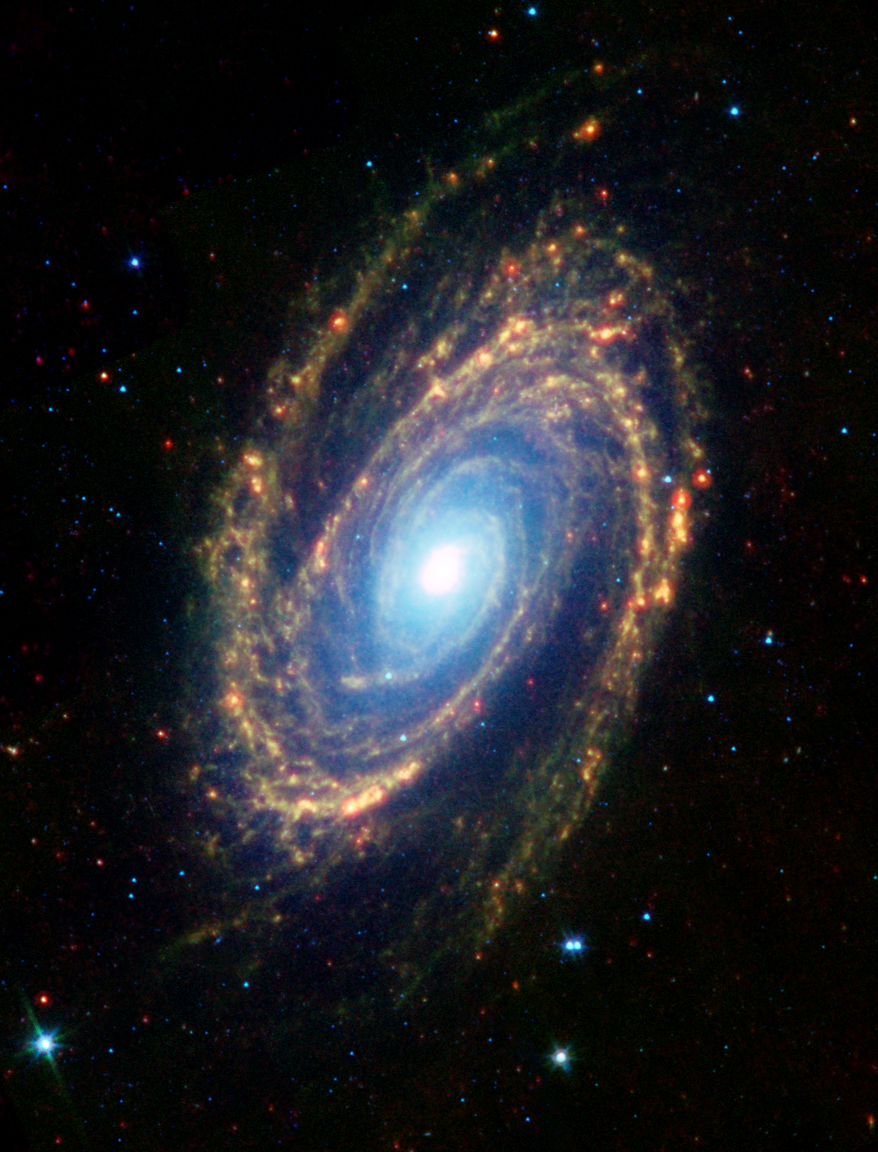
Galáxia de Bode, Telescópio Espacial Hubble
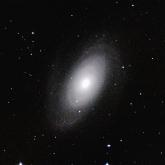
Galáxia de Bode, projeto 2MASS